# Colman Domingo
Colman Jason Domingo, född 28 november 1969 i Philadelphia i Pennsylvania, är en amerikansk skådespelare, manusförfattare och regissör. 
Han medverkar bland annat i den amerikanska HBO-serien Euphoria, som han vann en Primetime Emmy Award för år 2022. Han har också varit nominerad till en Tony Award år 2011, detta för sin insats i musikalen The Scottsboro Boys. Vid Oscarsgalan 2025 nominerades Domingo till en Oscar för bästa manliga huvudroll för sin insats i dramafilmen Sing Sing.
Domingo har varit gift med sin make, Raúl Domingo, sedan år 2014.

## Filmografi (i urval)

### Filmer
| - 1999 – Ögonblicket före tystnaden - 2006 – Freedomland - 2008 – Miraklet vid St. Anna - 2012 – Lincoln - 2013 – 42 - 2013 – The Butler - 2014 – Selma - 2016 – The Birth of a Nation - 2018 – First Match - 2018 – If Beale Street Could Talk - 2019 – Lucy in the Sky - 2020 – Zola | - 2020 – Ma Rainey's Black Bottom - 2021 – Tom Clancy: Utan misskund - 2021 – Candyman - 2023 – Transformers: Rise of the Beasts (röstroll) - 2023 – Ruby – Havsmonstret (röstroll) - 2023 – Purpurfärgen - 2023 – Rustin - 2023 – Sing Sing - 2024 – Drive-Away Dolls - 2025 – Passagen (röstroll) - 2025 – The Running Man - 2025 – Dead Man's Wire - 2026 – Michael |

### TV-serier
- 1999 – Nash Bridges (TV-serie)
- 2004 – I lagens namn (TV-serie) (även 2008)
- 2006 – Law & Order: Criminal Intent (TV-serie) (även 2010)
- 2006 – Law & Order: Trial by Jury (TV-serie)
- 2015–nutid – Fear the Walking Dead (TV-serie)
- 2015 – The Knick (TV-serie)
- 2016 – Lucifer (TV-serie)
- 2017 – Bojack Horseman (TV-serie) (röstroll)
- 2017 – Miles från Morgondagen (TV-serie) (röstroll)
- 2018 – American Dad! (TV-serie) (röstroll)
- 2019–nutid – Euphoria (TV-serie)
- 2020 – The Twilight Zone (TV-serie)
- 2024 – The Madness (TV-serie)
- 2025 – The Four Seasons (TV-serie)

### Sceninsatser
| - 1994 – Out of the Inkwell - 1995 – Trettondagsafton - 1997 – En midsommarnattsdröm (även 2002) - 1999 – Romeo och Julia - 1999 – Två ungherrar i Verona (även 2001) - 2000 – Fences - 2000 – Så tuktas en argbigga - 2000 – Kärt besvär förgäves - 2001 – En julsaga - 2002 – Harun och sagornas hav | - 2002 – En vintersaga - 2003 – Henrik V - 2004 – Slutet gott, allting gott - 2006 – Passing Strange (även 2007 och 2008) - 2009 – The Wiz - 2010 – The Scottsboro Boys (även 2013 och 2014) - 2010 – Chicago (även 2011) - 2014 – Guys and Dolls - 2019 – A Raisin in the Sun - 2026 – The Dish |